# Guaratude
A GRCES Guaratude é uma escola de samba de Praia Grande, São Paulo. Localizada no Bairro Sitio do Campo, foi Fundada como Bloco carnavalesco e hoje faz parte do Grupo especial de escolas de samba da cidade.

## Segmentos

### Presidentes
| Nome             | Mandato        | Ref.  |
| ---------------- | -------------- | ----- |
| Luana dos Santos | ? - atualidade | [ 3 ] |

## Carnavais
| Ano  | Colocação   | Grupo           | Enredo | Carnavalesco | Ref.              |
| ---- | ----------- | --------------- | --- | ------------ | ----------------- |
| 2009 |             | Blocos Acesso   | Homenagem ao Comércio                                                                                               |              |                   |
| 2010 | 4º Lugar    | Grupo I         | O Quarteto Fantástico                                                                                               |              |                   |
| 2011 | 8º lugar    | Grupo I         | |              | [ 4 ]             |
| 2012 | 8º lugar    | Grupo I         | |              | [ 5 ]             |
| 2013 | 8º lugar    | Grupo I         | |              | [ 6 ]             |
| 2014 | 3º lugar    | Grupo de acesso | “No picadeiro da alegria, um instante de magia O Guaratude anuncia: -Senhores e senhores o espetáculo vai começar!” |              | [ 7 ] [ 8 ] [ 9 ] |
| 2015 | Vice-campeã | Grupo de acesso | |              | [ 3 ]             |